# Psihotropna tvar
Psihotropna tvar odnosno psihoaktivna tvar u drogi, kemijska tvar, dio droge te ih zakon razlikuje. Djelatna je tvar u drogi koja koja djeluje na središnji živčani sustav mijenjajući tako ljudsko psihofizičko funkcioniranje kao što su psihički procesi (osjeti, percepcija, mišljenje, raspoloženje) i ponašanje. Djelovanje može biti uzbuđujuće, umirujuće, uspavljujuće, te djelovanje anestetika, analgetika, alkohola i psihodelika. Farmakološko je sredstvo koje djeluje na doživljavanje i ponašanje i koje može dovesti do oštećenja tjelesnog ili psihičkog zdravlja.